# Франсуа Дюмон
Франсуа Дюмон (фр. François Dumont; 1751, Люневіль — 1831, Париж) — французький художник, майстер мініатюри. Придворний живописець королів Людовика XVI, Людовика XVIII, Карла X і королеви Марії-Антуанетти.

## Життя та творчість
Початкові знання в області живопису Франсуа Дюмон отримав у своєму рідному місті у скульптора Матіса, а потім — в Нансі, у Жирардо. У 17 років молодий художник їде в Париж, де скоро домагається успіху як майстер-мініатюрист.
У 1786 році він стає придворним живописцем королеви Марії-Антуанетти. У тому ж році Дюмон відвідує Рим, а з 1788 року приймається у члени Королівської академії мистецтв. 1789 року художник одружується з Ніколь Вєстьє, дочкою художника-мінімаліста Антуана Вєстьє. Ставши сімейною людиною, в наступному році Дюмон отримує від короля Людовика XVI житло в Луврі. Попри те, що творчо і в особистому плані Дюмон був тісно пов'язаний з монархічно налаштованої аристократією, заарештований він був революційною владою тільки у вересні 1793, втім, пізніше він вийшов на свободу.
У період з 1789 і по 1832 рік Франсуа Дюмон виставляє регулярно свої твори в Паризьких салонах. Незважаючи на те що Дюмон, мабуть, не займався викладацькою діяльністю, художники-мініатюристи Тоні Дюмон і Луї Олександр були знані як його учні.
Велике зібрання робіт Франсуа Дюмон зберігається в графічному відділі Лувру.

## Галерея

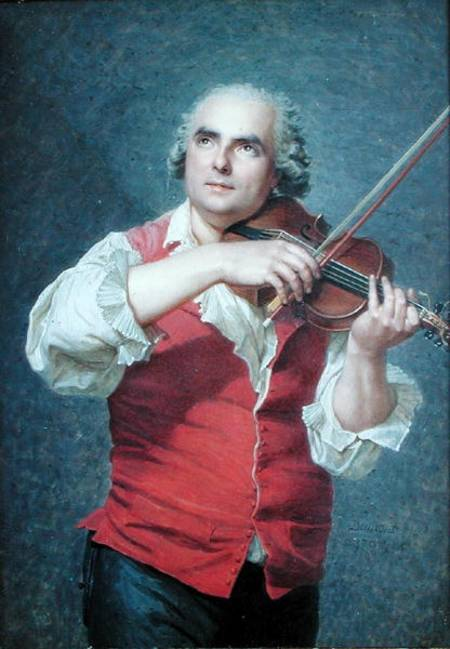
Марі-Олександр Женен (1744-1819), полотно, олія, 1791
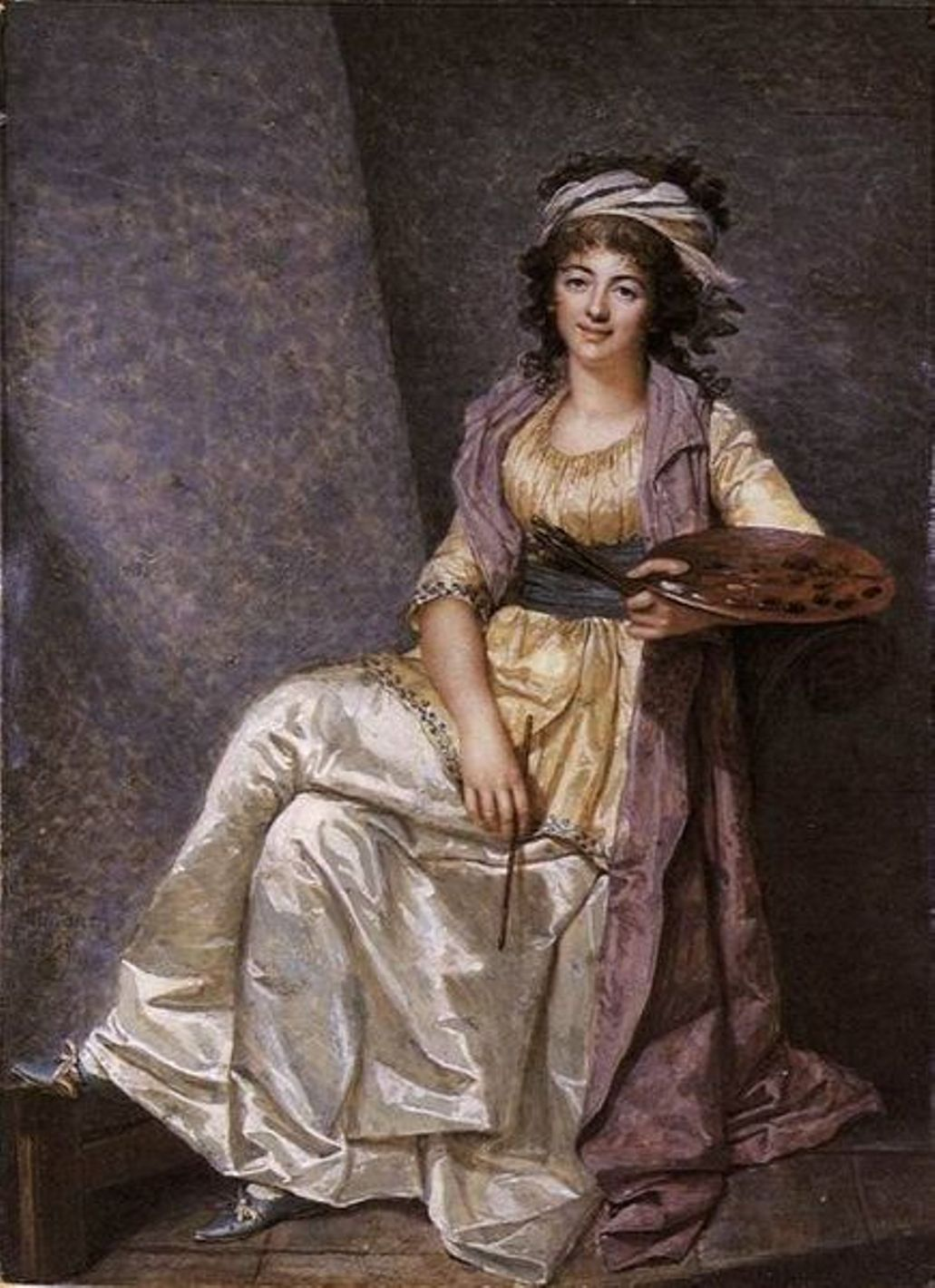
Маргарита Жерар, полотно, олія, 1793
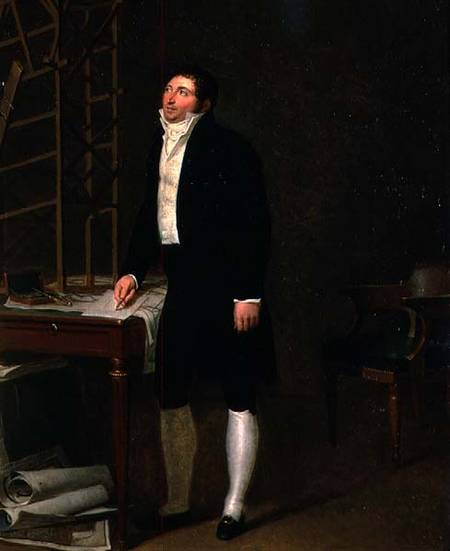
Архітектор, полотно, олія, бл. 1795
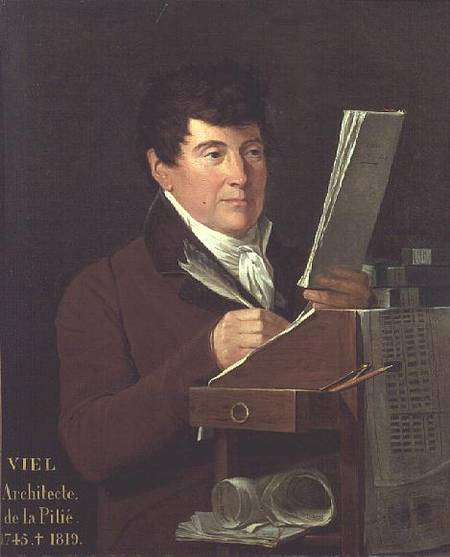
Шарль-Франсуа Віль (1745–1819), полотно, олія, бл. 1800